# Albert White
Albert White (n. 14 mai 1895, Oakland, California, SUA – d. 8 iulie 1982, Richmond⁠(d), California, SUA) a fost un săritor în apă ce a reprezentat Statele Unite ale Americii, medaliat olimpic. A participat la o ediție a Jocurilor Olimpice (1924) în care a câștigat două medalii de aur.